# Єркіндик
Єркінди́к (каз. Еркіндік) — село у складі Шетського району Карагандинської області Казахстану. Входить до складу Успенського сільського округу.
Населення — 446 осіб (2021; 654 у 2009, 602 у 1999, 496 у 1989).
Національний склад станом на 1989 рік:
- казахи — 100 %.

У радянські часи село називалось також Єркіндік.